# Jenčice
Jenčice (en allemand : Jentschitz) est une commune du district de Litoměřice, dans la région d'Ústí nad Labem, en Tchéquie. Sa population s'élevait à 324 habitants en 2021.

## Géographie
Jenčice se trouve à 11 km au sud-ouest de Litoměřice, à 21 km au sud-sud-ouest d'Ústí nad Labem et à 55 km au nord-ouest de Prague.

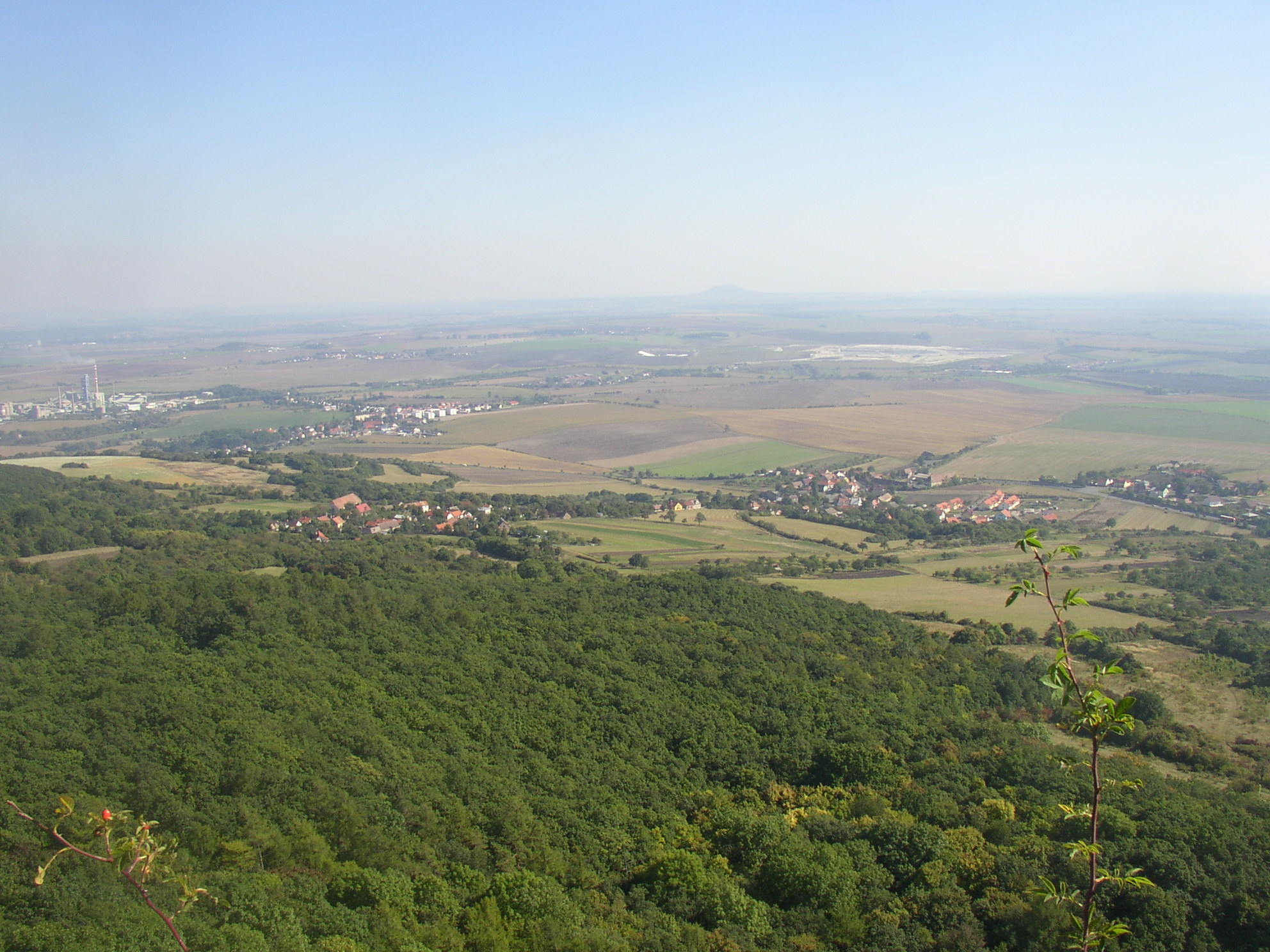
Jenčice : vue générale.

La commune est limitée par Velemín au nord, par Vchynice et Čížkovice à l'est, par Úpohlavy au sud et par Třebenice à l'ouest.

## Histoire
La première mention écrite de la localité date de 1318.

## Patrimoine
Patrimoine religieux

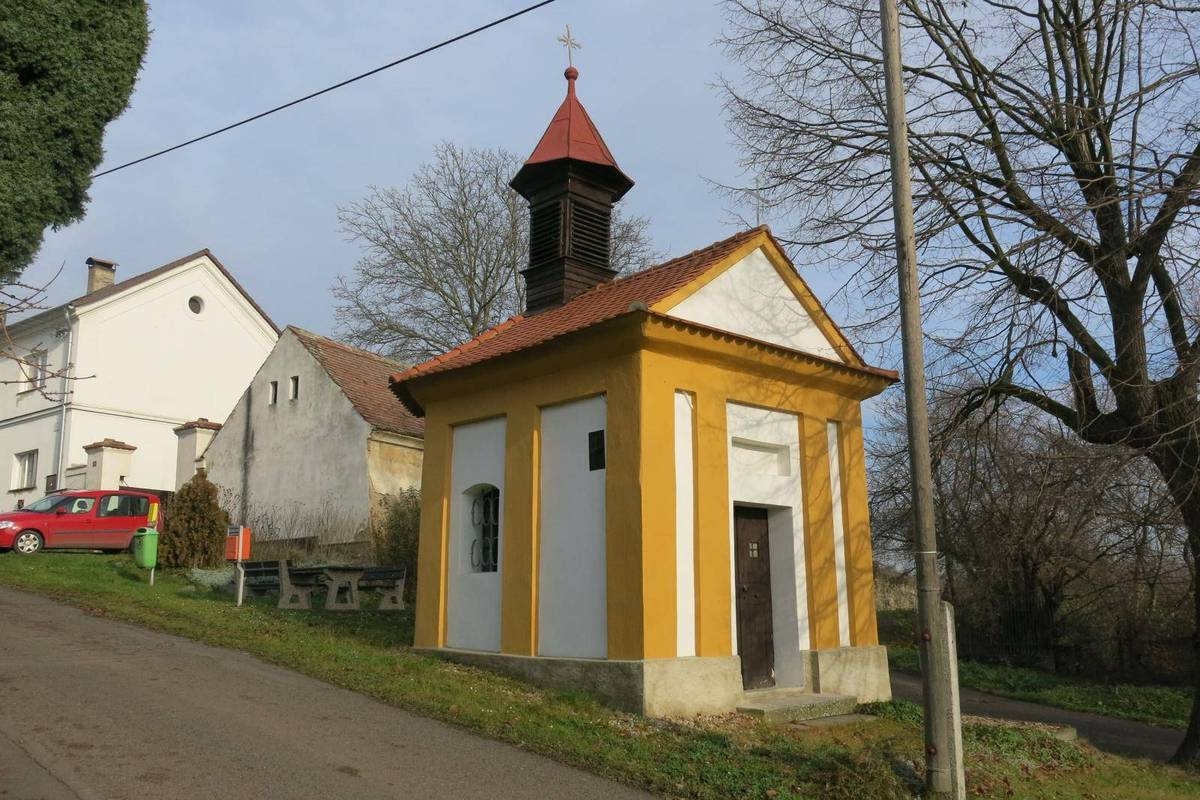
Chapelle Sainte-Anne.
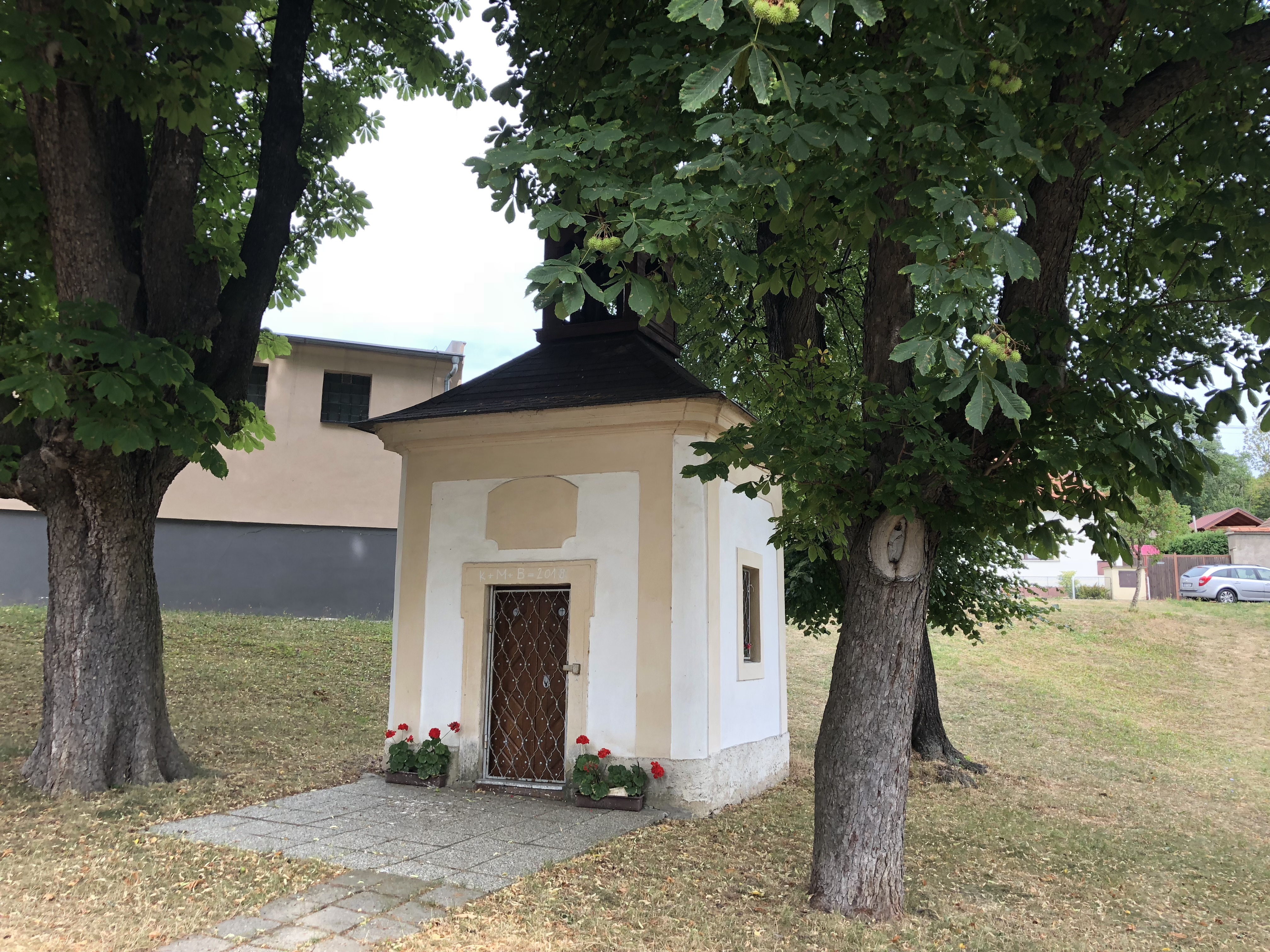
Chapelle de la Nativité.

Château au sommet du mont Košťál

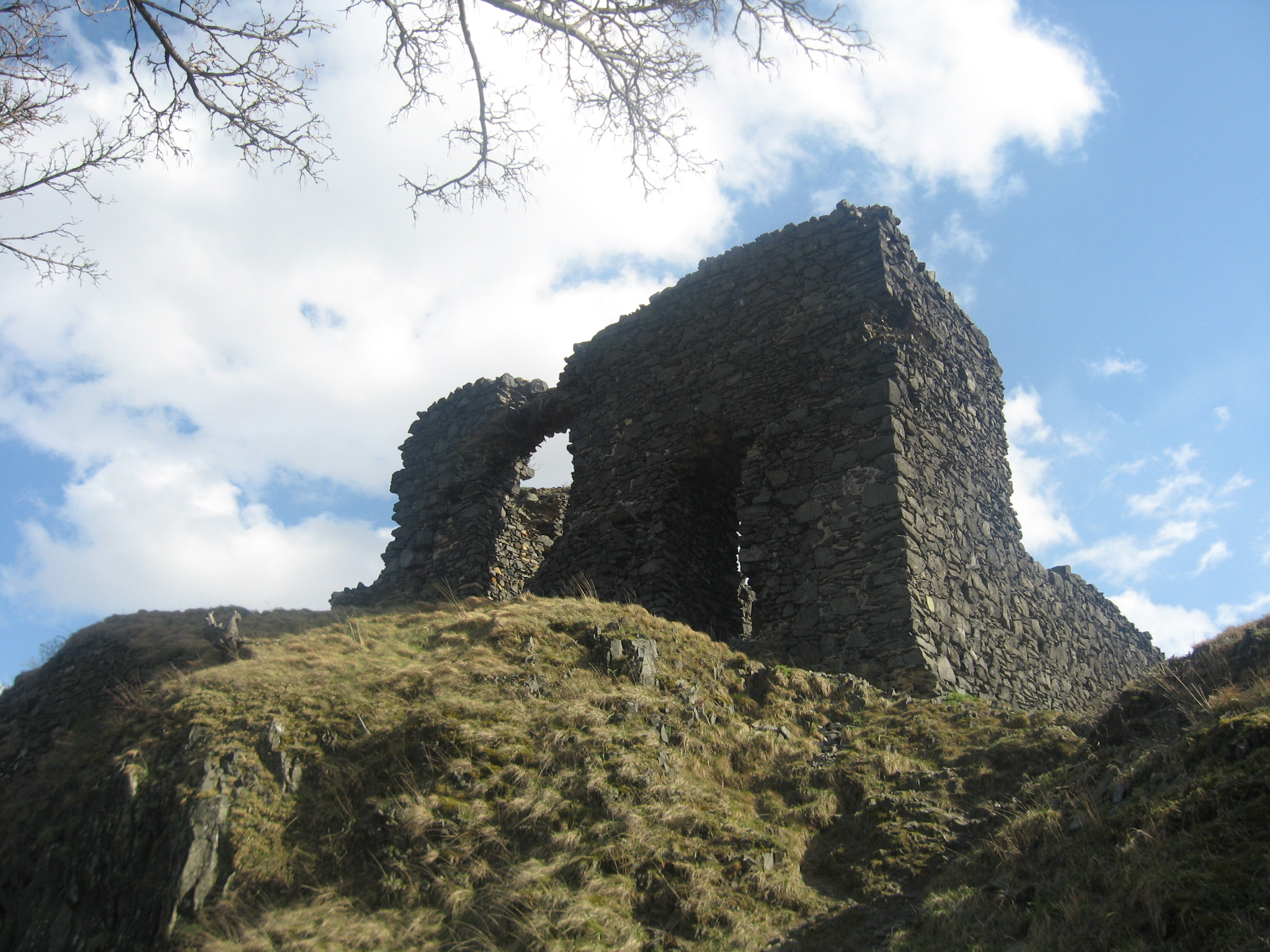
Extérieur du château.
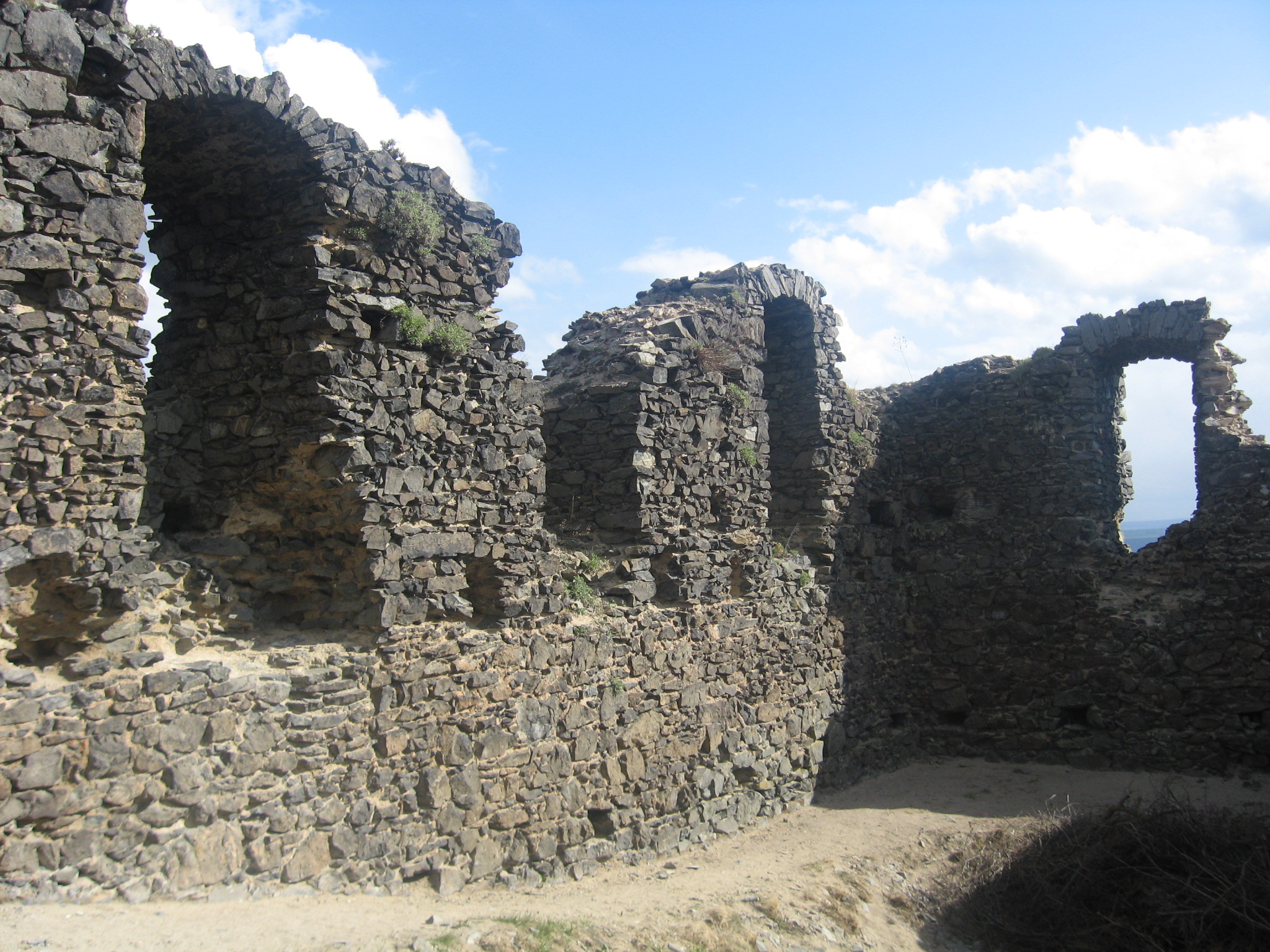
Intérieur du château.

## Transports
Par la route, Jenčice se trouve à 6 km de Lovosice, à 15 km de Litoměřice, à 27 km d'Ústí nad Labem et à 68 km de Prague.